# 彼得罗·比安基 (举重运动员)
彼得罗·比安基（義大利語：Pietro Bianchi，1895年3月14日—1962年5月21日），意大利男子举重运动员。他曾代表意大利参加1920年夏季奥林匹克运动会举重比赛，获得男子75公斤级银牌。